# Pierwsza fala
Pierwsza Fala (ang. First Wave) – kanadyjski serial science fiction z 1998 roku.

## Fabuła
Ziemia jest w tajemnicy kolonizowana przez istoty pozaziemskie wrogo nastawione wobec ludzkości. Jest to tytułowa, tak zwana „pierwsza fala” kolonizacji. Cade Foster (Sebastian Spence) jest jednym z nielicznych, którzy o tym wiedzą i próbują temu przeszkodzić. Przybysze zamordowali jego żonę, wrabiając go w to morderstwo. On ze wszystkich sił próbuje ich pokonać i przeszkodzić w „drugiej fali”. Jest poszukiwany przez policję i tajnego agenta rządowego oraz prześladowany przez GUA (obcych). Kieruje się przepowiedniami Nostradamusa (mówiące o trzech falach, które mają zniszczyć Ziemię). Znajduje sprzymierzeńca w postaci szalonego hakera Eddiego Nambulousa (Rob LaBelle).

## Obsada
- Sebastian Spence jako Cade Foster (wszystkie 66 odcinków)[1]
- Rob LaBelle jako Eddie Nambulous (65)
- Roger R. Cross jako Joshua/Cain (26)
- Traci Lords jako Jordan Radcliffe (17)
- Rob Murray Duncan jako Mabus (8)
- Stacy Grant jako Hannah Foster (4)
- Dana Brooks jako płk. Grace (4)
- Guy Jellis jako młody policjant (3)
- J. Douglas Stewart jako zastępca Brad Crowley (3)
- Terry Barclay jako doktor (3)
- Kendall Cross jako Erin Sullivan (2)
- Peter Flemming jako Grant (2)
- Duncan Fraser jako gen. Kendricks (2)
- Stephen E. Miller jako szeryf Haddock (2)
- Tom Butler jako szeryf Robey (2)
- Claudette Mink jako Shasha (2)
- Katharine Isabelle jako Elizabeth (2)
- Patricia Drake jako Ellen (2)
- Nicole Oliver jako Charlene Fay (2)
- L. Harvey Gold jako sędzia R. Maxwell (2)
- Garwin Sanford jako Trevor Hyams (2)
- Gordon Currie jako Elton Beleye (2)
- Allan Franz jako oficer piechoty (2)
- Tyron Leitso jako David (2)
- Brent Fidler jako Harold Shanley (2)
- Adrian Holmes jako Jim (2)
- William deVry jako Karl (2)
- Michael Tiernan jako Barry (2)
- Rick Ravanello jako ppor. Joel Langley (2)
- Steve Makaj jako zastępca Graham (2)

## Lista odcinków
Sezon 01
1. Subject 117
2. Crazy Eddie
3. Mata Hari
4. Hypnotic
5. Elixir
6. Speaking in Tongues
7. Lungfish
8. Book of Shadows
9. Joshua
10. Marker 262
11. Motel California
12. Breeding Ground
13. Blue Agave
14. Cul-De-Sac
15. The Box
16. The Undesirables
17. Second Wave
18. Blind Witness
19. Deluge
20. Melody
21. The Aftertime
22. The Decision

Sezon 02
1. Target 117
2. Deepthroat
3. The Apostles
4. Susperience
5. The Channel
6. Red Flag
7. Prayer for the White Man
8. The Purge
9. Lost Souls
10. The Heist
11. Ohio Players
12. Night Falls
13. Normal, Illinois
14. All About Eddie
15. Playland
16. The Harvest
17. Rubicon
18. Gladiator
19. The Trial of Joshua Bridges
20. Underworld
21. Tomorrow
22. The Believers

Sezon 03
1. Mabus
2. Raven Nation
3. Comes a Horseman
4. Gulag
5. The Flight of Francis Jeffries
6. Still at Large
7. Asylum
8. Eyes of the Gua
9. Skywatchers
10. The Plan
11. Wednesday’s Child
12. Unearthed
13. Shadowland
14. Legacy
15. The Edge
16. The Vessel
17. Requiem
18. Checkmate
19. Black Box
20. Beneath the Black Sky
21. Terminal City
22. Twice Bless’d